# CloudCERT
Il progetto CloudCERT è un progetto europeo finalizzato a sviluppare una soluzione tecnologica per lo scambio di informazioni relative alla protezione delle infrastrutture critiche. Lanciato ad inizio 2012 nell'ambito di uno dei bandi pubblicati dall'Unione europea nel 2010 e con una durata stimata di due anni, è stato co-finanziato dall'UE attraverso il programma specifico chiamato Prevenzione, preparazione e gestione delle conseguenze del terrorismo (2007-2013), parte del programma generale Sicurezza e tutela delle libertà.

## Contesto
Nel 2004 il Consiglio Europeo ha lanciato una serie di iniziative mirate allo sviluppo di un programma per la protezione delle infrastrutture critiche (CI) a livello europeo, al fine di eliminare o ridurre le vulnerabilità che costituiscono un rischio per le CI del continente.
A partire da quel momento vi sono stati seminari, la pubblicazione di un libro verde, discussioni con gli stakeholder e finanziamenti, pubblici e privati, per un progetto pilota. Il 12 febbraio 2007 è stato approvato il programma dell'Unione Europea Prevenzione, preparazione e gestione delle conseguenze del terrorismo [COM (2005) 124]. La direttiva 2008/114/EC del Consiglio Europeo dell'8 dicembre 2008, relativa all'individuazione e alla designazione delle infrastrutture critiche europee e alla valutazione della necessità di migliorarne la protezione. illustra i criteri per l'individuazione e la designazione delle infrastrutture critiche europee (ECI), nonché una metodologia per il loro assessment. Il 30 marzo 2009, la Commissione Europea ha adottato la comunicazione "Rafforzare la preparazione, la sicurezza e la resilienza per proteggere l'Europa dai ciberattacchi e dalle ciberperturbazioni", la quale indica quali sono le principali minacce alle infrastrutture critiche da tenere in considerazione.

## Obiettivi
Secondo quanto stabilito dal "Programma europeo di protezione delle infrastrutture critiche" (EPCIP), gli stakeholder devono condividere informazioni sulla sicurezza delle infrastrutture critiche, così come i risultati degli studi sulle interdipendenze e vulnerabilità che caratterizzano le infrastrutture critiche che gestiscono, i rischi e le minacce. Di fondamentale importanza è che questa informazione rimanga ad un livello confidenziale.
Il progetto CloudCERT mira allo sviluppo di una piattaforma pilota per la condivisione di informazioni non-classificate relative al dominio della protezione delle infrastrutture critiche. In questa piattaforma, gli agenti con responsabilità nel settore della protezione delle infrastrutture critiche possono scambiare informazioni come note, novità, avvisi di sicurezza, bollettini su vulnerabilità, best practices, o qualsiasi altra informazione ritenuta d'interesse.

## Coordinatore del progetto
- Instituto Nacional de Tecnologías de la Comunicación (INTECO)

## Co-beneficiari
- Centro Nacional para la Protección de las Infraestructuras Críticas (CNPIC)
- Europe for Business
- Fondazione Intelligence Culture and Strategic Analysis (ICSA)
- Indra Sistemas
- Instituto Nacional de Tecnologías de la Comunicación (INTECO)
- Zanasi & Partners